# Victoria Junior College
Victoria Junior College (còn được gọi là Victoria hoặc VJC) là một trường cao đẳng cơ sở có tính chọn lọc cao, gồm cả nam và nữ tại Singapore cung cấp giáo dục tiền đại học cho nội trú và sinh viên ban ngày. Trường được thành lập vào năm 1984, mặc dù tiền thân và tổ chức trực thuộc, Trường Victoria, được thành lập vào năm 1876. Nó nằm trên Marine Vista, cách trường Victoria trực thuộc chưa đầy một km.
VJC là một phần của liên minh Victoria-Cedar, và là một trong những trường Cao đẳng hàng đầu của Singapore. Các chương trình và hoạt động của trường được Ủy ban Cố vấn Victoria tư vấn, trong khi các hoạt động hàng ngày của trường được điều hành bởi Hiệu trưởng của trường. Thầy giáo và giảng viên chịu trách nhiệm quản trị đời sống sinh viên.

## Lịch sử
Victoria Junior College được thành lập vào năm 1984 để thay thế các lớp Dự bị Đại học tại Trường Victoria (VS). Lô tiên phong gồm 776 học sinh đã được nhận với 51 giáo viên và 16 nhân viên hỗ trợ. Kết quả nổi bật của nhóm sinh viên tiên phong trong các kỳ thi Cấp độ GCE 'A' là thiết lập tiêu chuẩn học tập cho các thế hệ học sinh trường Victoria thành công.
Trong những năm qua, VJC đã được công nhận rộng rãi, dựa trên bảng xếp hạng MOE và điểm đầu vào, là một trong ba trường cao đẳng hàng đầu ở Singapore cung cấp các cấp độ 'A'. VJC cũng được xếp hạng các trường cao đẳng hàng đầu trong (MOE) ST xếp hạng các trường đại học cơ sở của Bộ Giáo dục Singapore vào năm 1995 và năm 2001, dựa trên kết quả học tập. Gần đây hơn vào năm 2019, nó có điểm đầu vào cao thứ 4 trong số các trường đại học cơ sở cung cấp các cấp độ 'A'.